# Verbascum pseudodigitalis
Verbascum pseudodigitalis är en flenörtsväxtart som beskrevs av Náb.. Verbascum pseudodigitalis ingår i släktet kungsljus, och familjen flenörtsväxter. Utöver nominatformen finns också underarten V. p. phoenicandrum.